# Prim-ministru al Italiei
Președintele Consiliului de Miniștri al Republicii Italiene este șeful guvernului, care prezidează Consiliul de Miniștri al Republicii Italiene. El nu este un birou ales și este numit de Președintele Republicii în conformitate cu articolul 92 din Constituție, care nu necesită cerințe speciale necesare pentru această numire.